# Ana Arruda Callado
Ana Arruda Callado (Recife, 19 de maio de 1937) é uma jornalista, escritora e educadora brasileira. Foi a primeira mulher a chefiar a redação de um jornal no Brasil.
É Conselheira da Associação Brasileira de Imprensa e membro do PEN Clube do Brasil. Entre seus livros, além de traduções e artigos, destacam-se as biografias de mulheres, como Darcy Vargas e Maria Martins.

## Biografia
Formou-se em Jornalismo pela Faculdade Nacional de Filosofia, em 1957. Depois de estagiar na  Tribuna da Imprensa, iniciou a carreira profissional como repórter do Jornal do Brasil. Em 1958, ganhou o Prêmio Herbert Moses pela série de reportagens: Reforma Agrária: Todo Mundo Fala, mas Ninguém Faz. 
Ainda pelo Jornal do Brasil, publicou outra série especial, desta vez sobre crianças de rua, pela qual recebeu a Menção Honrosa do Prêmio Esso, em 1959.
Em 1962, trocou o Jornal do Brasil pela Tribuna da Imprensa. Em 1966, quebrou um tabu no jornalismo brasileiro, assumindo o cargo de chefe de reportagem do Diário Carioca. Nunca antes uma mulher havia comandado uma equipe de repórteres no Brasil.
Fez parte da equipe que criou o jornal alternativo O Sol, que foi lançado em setembro de 1967 como suplemento do Jornal dos Sports mas passou a circular de forma independente dois meses depois. Trabalhou também na Revista Senhor e nos programas Jornal de Vanguarda e Squire, da TV Rio.
Nos anos 70 começou a dar aulas de Jornalismo na Universidade Federal do Rio de Janeiro (UFRJ), pela qual obteve o título de Doutora em Comunicação Social. Lecionou também na Universidade Federal Fluminense (UFF) e na Pontifícia Universidade Católica do Rio de Janeiro (PUC-RJ). Se casou em 1977 com o escritor Antônio Calado, que dedicou a ela seu romance Reflexos do Baile.
Na década de 90, foi coordenadora editorial da revista Estudos Feministas, da Universidade Federal de Santa Catarina (UFSC). Também na área acadêmica, assumiu cargos como a Diretoria-Adjunta de Graduação da Escola de Comunicação da UFRJ (ECO) e participou de Comissões que orientaram a prova do Exame Nacional de Cursos de Jornalismo, realizado pelo Ministério da Educação.
É autora das biografias Dona Maria José (1995), sobre Maria José Barboza Lima; Jenny, Amazona, Valquíria e Vitória-Régia (1996), sobre a escritora Jenny Pimentel de Borba; Adalgisa Nery (2004); Maria Martins, Uma Biografia (2004) sobre Maria Martins e Darcy, a Outra Face de Vargas, sobre Darcy Vargas. Escreveu também o romance policial Elas São de Morte.
Em 2011, escreveu o roteiro de Pedro Mico, adaptação para história em quadrinhos do romance homônimo de Antônio Calado. o álbum foi desenhado por Ney Megale e publicado pela editora Nova Fronteira.

## Obras
- O Brasil e os Estados Unidos: Além dos Estereótipos (1983?);
- Os Editoriais da Abolição: Um Momento-Chave para a Linguagem Jornalística no Brasil (1989);
- Dona Maria José: Retrato de uma Cidadã Brasileira (1995);
- Adalgisa Nery: Muito Amada e Muito Só (1999);
- Uma História, Muitas Vidas. Biografia (1999);
- Uma Aula de Matar (2003);
- Maria Martins, Uma Biografia (2004);
- Lygia, a Recordista: um Rsboço Biográfico (2009);
- Darcy: a Outra Face de Vargas (2011);
- Pedro Mico: Em Quadrinhos (2011);
- Berta Ribeiro – Aos Índios, Com Amor (2016);
- Meninos, Cansei (2021);